# Adrian Jigău
Adrian Ioan Jigău (Arad, 6 de enero de 1970) es un deportista rumano que compitió en halterofilia.
Ganó cuatro medallas en el Campeonato Mundial de Halterofilia entre los años 1999 y 2005, y siete medallas en el Campeonato Europeo de Halterofilia entre los años 1999 y 2006. Participó en dos Juegos Olímpicos de Verano, ocupando el sexto lugar en Sídney 2000 y el sexto en Atenas 2004, en la categoría de 56 kg.

## Palmarés internacional
| Campeonato Mundial | Campeonato Mundial     | Campeonato Mundial | Campeonato Mundial |
| Año                | Lugar                  | Medalla            | Categoría          |
| ------------------ | ---------------------- | ------------------ | ------------------ |
| 1999               | Atenas (Grecia)        | Medalla de plata   | 56 kg              |
| 2002               | Varsovia (Polonia)     | Medalla de bronce  | 56 kg              |
| 2003               | Vancouver (Canadá)     | Medalla de plata   | 56 kg              |
| 2005               | Doha (Catar)           | Medalla de bronce  | 62 kg              |
| Campeonato Europeo |                        |                    |                    |
| Año                | Lugar                  | Medalla            | Categoría          |
| 1999               | La Coruña (España)     | Medalla de plata   | 56 kg              |
| 2000               | Sofía (Bulgaria)       | Medalla de bronce  | 56 kg              |
| 2001               | Trenčín (Eslovaquia)   | Medalla de plata   | 56 kg              |
| 2003               | Lutraki (Grecia)       | Medalla de plata   | 56 kg              |
| 2004               | Kiev (Ucrania)         | Medalla de plata   | 62 kg              |
| 2005               | Sofía (Bulgaria)       | Medalla de bronce  | 62 kg              |
| 2006               | Władysławowo (Polonia) | Medalla de oro     | 62 kg              |